# Принцип сенсорной коррекции
Принцип сенсорной коррекции был предложен советским психологом и физиологом Н. А. Бернштейном, который сделал вывод о том, что организация сложных движений состоит из множества простых компонентов. Результат сложного движения зависит не только от первоначальной цели и управляющих сигналов, но и от других факторов, таких как: реактивные силы, инерционные силы, внешние силы и исходное состояние мышцы. Действие этих факторов делает необходимым наличие обратной связи от двигательного аппарата о том, как происходит процесс движения. Важным компонентом сложного движения являются постоянные афферентные сигналы, которые указывают на реальных ход движений и на основе которых происходит коррекция действий. Таким образом, Н. А. Бернштейн предложил новый принцип управления движениями — принцип сенсорной коррекции, суть которого заключается в непрерывной коррекции настоящих движений, основанной на получаемых сигналов от проприорецепторов и мышц.
Рефлекторное кольцо
Моторный компонент подает эфферентные сигналы в мышцу или рабочий орган, после чего сигналы обратной связи идут в сенсорный центр в ЦНС, сообщая о текущем состоянии движения. Далее эта информация перерабатывается в блоке перешифровок и направляется в моторный центр, таким образом позволяя скорректировать процесс движения. Затем эти сигналы снова идут в мышцу и далее, создавая кольцевой процесс управления.